# Eleuterio Fernández Huidobro
Eleuterio Fernández Huidobro (Montevideo, 14 marzo 1942 – Montevideo, 5 agosto 2016) è stato un politico, giornalista, scrittore e guerrigliero uruguaiano.

## Biografia
Nato da una coppia di immigrati spagnoli originaria del villaggio castigliano di Melgar de Arriba, Fernández Huidobro compì gli studi nella capitale uruguaiana.
Negli anni sessanta fu uno dei fondatori e dei principali attivisti del Movimento Nazionale di Liberazione-Tupamaros, movimento guerrigliero d'ispirazione comunista. Catturato una prima volta durante la presa della cittadina di Pando l'8 ottobre 1969, Fernández Huidobro riuscì ad evadere dal famigerato carcere di Punta Carretas nel settembre 1971 insieme ad altri 110 detenuti. Fu nuovamente imprigionato il 14 aprile dell'anno successivo, nel corso di una sanguinosa irruzione durante la quale i militari uccisero due persone che fiancheggiavano i Tupamaros.
Il secondo periodo di detenzione di Fernández Huidobro, durato dodici anni, fu contrassegnato da una serie di torture e abusi da parte dei suoi carcerieri. Per i nove principali esponenti dei Tupamaros che erano stati catturati infatti, la Dittatura civile-militare uruguaiana aveva architettato uno speciale regime carcerario caratterizzato da continue violenze, condizioni disumane ed un costante isolamento volto a distruggere le condizioni psichiche dei prigionieri. I detenuti vennero poi dichiarati ostaggi e minacciati di un'immediata esecuzione in caso di attentati contro i militari o lo stato da parte dei loro compagni ancora liberi.
Con la fine della dittatura e l'elezione alla presidenza di Julio María Sanguinetti nel 1985, i prigionieri politici furono rimessi in libertà. Nel 1999 Fernández Huidobro si candidò con il Movimento di Partecipazione Popolare-Fronte Ampio sia come deputato sia come senatore per il dipartimento di Canelones. Eletto in entrambe le camere, optò per il senato. Fu rieletto senatore nel 2004 e nel 2009; in quest'ultima occasione si presentò come capolista per la Corrente d'Azione e Pensiero-Libertà. Nel maggio 2011 si dimise dal suo incarico in disaccordo con il suo gruppo su un progetto di modifica costituzionale. A seguito delle dimissioni di Luis Rosadilla, il 26 luglio 2011 Fernández Huidobro fu proclamato ministro della Difesa Nazionale.
Con l'insediamento alla presidenza di Tabaré Vázquez, Fernández Huidobro fu confermato al suo incarico di ministro della Difesa.
Muore in carica il 5 agosto 2016.

## Opere
- La batalla de la energía (2006)[3]
- Victoria (2005)
- El Ataque (2003)
- Desastre nacional (2003)
- Bancada (2001)
- En la nuca (2000)
- Artigas olvidado (2000)
- El Tejedor (1995)
- Vacaciones (1995)
- Cebaduras (1994)
- Chile Roto (1993)
- Los Dos mundos (1991)
- La Fuga de Punta Carretas (1990)
- Memorias del calabozo (1987-88)
- La Tregua Armada (1987)
- Historia de los Tupamaros (1986-87)

## Nella cultura di massa
- Una notte di 12 anni (La noche de 12 años), regia di Alvaro Brechner, 2018